# Греки в Азербайджане
Греки в Азербайджане (греч. Έλληνες στο Αζερμπαϊτζάν, азерб. Azərbaycan yunanları) являются одним из национальных меньшинств Азербайджана, численность которого относительно ниже соответствующих меньшинств в Грузии и Армении. Составлена преимущественно из потомков понтийских греков, покинувших Османскую империю. Согласно неполной общинной статистике, в Азербайджане насчитывается 535 человек, называющих себя греками по национальности или имеющими греческое происхождение (всего 176 семей). В основном они проживают в Баку, но есть также семьи в Сумгаите, Хачмасе, Кубе, Кахе, Гяндже.

## История

### Российская империя
Первые греческие поселенцы Азербайджана появились в Карабахе в селе Мехмана на побережье реки Тертер. 23 мая 1830 грузинский экзарх назначил главой прихода греческой общины пртотоиерея Василия Андрианова. В 1851 году уроженец Трапезунда, мастер Харлампий Кундуров (он же уста Аллахверди) построил два медеплавильных завода около города Ордубад, оборудованных по примитивному местному образцу — Пирдауданский (в верховьях реки Охчи-чай) и Кавартский (на склоне горы Саяд-даш). На них работали преимущественно греки из Трапезунда. В 1860-е годы им же были построены в целях благотворительности там же школа и церковь. Священником служил Николаос Лавос. Сыновья Х. Кундурова усовершенствовали заводы и стали их владельцами вплоть до Октябрьской революции.
Местные греки занимались строительством различных сооружений, в том числе и православных храмов, в середине XIX века. Так, в Баку в 1850—1857 годах был построен Николаевский собор на 400 человек внутри крепости при Шемахинских воротах, строительством его занимались греки Семён Гитера и Харалампий Палистов.
В селе Алты-Агач была построена ещё одна церковь святого Николая в 1854—1855 годах жителями города Шемахы — греками Мурадом Харламовым, Дмитрием Ильевым и Василием Егоровым.
Переезд греков в Баку состоялся только в конце XIX—начале XX веков: по данным 1886 года, не упоминался никто из жителей Баку, назвавшегося греком по национальности, зато уже в переписи населения 1897 года в Бакинской губернии проживало 278 греков, а в Елизаветпольской — 658 (против 102 в 1886 году). Иммигрантами преимущественно были рабочие, среди которых были как жители греческих поселений в Закавказье, так и покинувшие Турцию.
В 1907 году в Баку насчитывалось уже 800 греков, многие из которых покинули Малую Азию, но при этом не могли посещать церковные службы, поскольку богослужение там велось на церковнославянском языке, а большая часть малоазийских греков русский язык не знала. Греческое филантропическое общество подало 7 декабря 1907 года градоначальству просьбу открыть Греческую церковь и разрешить помогать малоимущим членам общины, которое было удовлетворено. С этого момента общество стало всячески помогать этносу с целью сохранения его языка, обычаев, традиций, самого народа как такового, оказывать материальную помощь малоимущим от аукционов, благотворительных спектаклей и пожертвований крупных предпринимателей.
Численность греческого населения Баку не менялась значительно вплоть до 1917 года. По данным этнографа Андрея Попова, в восьми городах Бакинской и Елизаветпольской губерний проживал 2161 грек.

### СССР
Новая волна греческой миграции настала после окончания Первой мировой и Гражданской войн. В 1923 году в Азербайджане только среди городского населения проживало 1168 греков, из них 58 — в Мехмане. Стараниями Греческого филантропического общества в Баку были построены к тому моменту греческий театр, церковь, библиотека и начальная школа-четырёхлетка с 89 учениками (43 мальчика и 46 девочек); также существовал футбольный клуб «Эмброс». Здание общества находилось в доме 22 по Миллионной улице (ныне улица Ф. Амирова). Из всех иностранных подданных, проживавших в СССР в 1937 году, именно греки составляли подавляющую часть (95 %).
В декабре 1937 года центр понтийской культуры в Баку был закрыт, что стало началом репрессий против греков. Первым стал арест пианиста Яниса Караяниди (он провёл в лагерях 18 лет). С 11 по 25 декабря 1937 года было арестовано 35 человек из проживавших 904 греков в Азербайджане, многие из которых были расстреляны по ложным обвинениям в контрреволюционной деятельности. Некоторые из семей покинули СССР через Батуми и Одессу. Часть семей были выселены в Северный Казахстан и Сибирь в 1942 году в разгар войны, а в 1949 году в ночь с 13 на 14 июня десятки тысяч греков Кавказа были высланы в Южный Казахстан. ЦК ВКП(б) обосновала это «целями очистки Черноморского побережья и Кавказа от политически неблагонадежных элементов».

### Независимый Азербайджан
Неспокойная обстановка в Азербайджане привела к массовой эмиграции греков: в 1990—1992 годах из Баку и Сумгаита в Грецию уехали около 100 человек, а почти всё село Мехмана опустело в дни Первой карабахской войны. Приход к власти Гейдара Алиева сумел стабилизировать ситуацию, и в независимом Азербайджане активизировались диаспоры нацменьшинств и появилась возможность создавать общины. В 1993 году было открыто посольство Греции в Азербайджане, а в июле 1994 года появился Греческий культурный центр по инициативе греческого посла П. Каракасиса. Были основаны воскресные курсы греческого языка, песни и танца, собрана фонотека и библиотека с книгами о Греции, а также налажено вещание греческого радио и телевидения. К 1997 году центр насчитывал около 100 семей и был преобразован в Греческое общество «Арго».
Сегодня диаспора греков насчитывает как минимум 535 человек согласно общинной статистике. Большинство проживают в Баку (хотя есть семьи в Сумгаите, Хачмасе, Кубе, Кахе и Гяндже). Многие из представителей диаспоры выросли в смешанных семьях, а по паспорту их имена отличаются от греческих и записаны на русский лад. Хотя практически полностью утрачен понтийский язык, каждый из представителей общины признаёт официально себя греком по национальности и гражданином Азербайджана. Диаспора является неотъемлемой частью населения Азербайджана, которая вносит свой вклад в развитие Республики.